# Eleições legislativas portuguesas de 1985 no distrito de Coimbra
| Eleições legislativas portuguesas de 1985 Distritos: Aveiro \| Beja \| Braga \| Bragança \| Castelo Branco \| Coimbra \| Évora \| Faro \| Guarda \| Leiria \| Lisboa \| Portalegre \| Porto \| Santarém \| Setúbal \| Viana do Castelo \| Vila Real \| Viseu \| Açores \| Madeira \| Estrangeiro |

## Resultados por Concelho
Os resultados nos concelhos do Distrito de Coimbra foram os seguintes:

### Arganil
| Partido                 | Partido                       | Votos  | %               | +/-  |
| ----------------------- | ----------------------------- | ------ | --------------- | ---- |
|                         | Partido Social Democrata      | 3 671  | 40,49 / 100,00  | 2,15 |
|                         | Partido Socialista            | 2 378  | 26,23 / 100,00  | 9,19 |
|                         | Partido Renovador Democrático | 1 321  | 14,57 / 100,00  | Novo |
|                         | Centro Democrático e Social   | 711    | 7,84 / 100,00   | 3,63 |
|                         | Aliança Povo Unido            | 303    | 3,34 / 100,00   | 0,51 |
|                         | Outros                        | 388    | 4,27 / 100,00   |      |
| Votos Inválidos         | Votos Inválidos               | 294    | 3,24 / 100,00   | 0,04 |
| Total                   | Total                         | 9 066  | 100,00 / 100,00 |      |
| Eleitorado/Participação | Eleitorado/Participação       | 12 392 | 73,16 / 100,00  | 1,81 |

### Cantanhede
| Partido                 | Partido                       | Votos  | %               | +/-  |
| ----------------------- | ----------------------------- | ------ | --------------- | ---- |
|                         | Partido Social Democrata      | 8 289  | 40,37 / 100,00  | 1,42 |
|                         | Partido Socialista            | 5 464  | 26,61 / 100,00  | 7,91 |
|                         | Centro Democrático e Social   | 3 821  | 18,61 / 100,00  | 2,90 |
|                         | Partido Renovador Democrático | 1 202  | 5,85 / 100,00   | Novo |
|                         | Aliança Povo Unido            | 665    | 3,24 / 100,00   | 0,02 |
|                         | Outros                        | 519    | 2,52 / 100,00   |      |
| Votos Inválidos         | Votos Inválidos               | 572    | 2,78 / 100,00   | 0,15 |
| Total                   | Total                         | 20 532 | 100,00 / 100,00 |      |
| Eleitorado/Participação | Eleitorado/Participação       | 29 755 | 69,00 / 100,00  | 4,61 |

### Coimbra
| Partido                 | Partido                       | Votos   | %               | +/-   |
| ----------------------- | ----------------------------- | ------- | --------------- | ----- |
|                         | Partido Socialista            | 22 345  | 26,54 / 100,00  | 19,13 |
|                         | Partido Social Democrata      | 20 700  | 24,59 / 100,00  | 2,62  |
|                         | Partido Renovador Democrático | 16 967  | 20,15 / 100,00  | Novo  |
|                         | Aliança Povo Unido            | 13 201  | 15,68 / 100,00  | 0,70  |
|                         | Centro Democrático e Social   | 6 432   | 7,64 / 100,00   | 3,11  |
|                         | Outros                        | 2 341   | 2,78 / 100,00   |       |
| Votos Inválidos         | Votos Inválidos               | 2 210   | 2,62 / 100,00   | 0,02  |
| Total                   | Total                         | 84 196  | 100,00 / 100,00 |       |
| Eleitorado/Participação | Eleitorado/Participação       | 110 965 | 75,88 / 100,00  | 3,06  |

### Condeixa-a-Nova
| Partido                 | Partido                       | Votos  | %               | +/-   |
| ----------------------- | ----------------------------- | ------ | --------------- | ----- |
|                         | Partido Socialista            | 2 392  | 31,30 / 100,00  | 20,19 |
|                         | Partido Social Democrata      | 1 964  | 25,70 / 100,00  | 2,77  |
|                         | Partido Renovador Democrático | 1 536  | 20,10 / 100,00  | Novo  |
|                         | Aliança Povo Unido            | 925    | 12,10 / 100,00  | 0,07  |
|                         | Centro Democrático e Social   | 341    | 4,46 / 100,00   | 2,47  |
|                         | Outros                        | 243    | 3,18 / 100,00   |       |
| Votos Inválidos         | Votos Inválidos               | 242    | 3,17 / 100,00   | 0,03  |
| Total                   | Total                         | 7 643  | 100,00 / 100,00 |       |
| Eleitorado/Participação | Eleitorado/Participação       | 10 254 | 74,54 / 100,00  | 1,66  |

### Figueira da Foz
| Partido                 | Partido                       | Votos  | %               | +/-   |
| ----------------------- | ----------------------------- | ------ | --------------- | ----- |
|                         | Partido Socialista            | 9 000  | 26,57 / 100,00  | 24,39 |
|                         | Partido Renovador Democrático | 8 963  | 26,46 / 100,00  | Novo  |
|                         | Partido Social Democrata      | 7 268  | 21,46 / 100,00  | 2,96  |
|                         | Aliança Povo Unido            | 4 111  | 12,14 / 100,00  | 2,63  |
|                         | Centro Democrático e Social   | 2 210  | 6,53 / 100,00   | 2,43  |
|                         | Outros                        | 1 203  | 3,55 / 100,00   |       |
| Votos Inválidos         | Votos Inválidos               | 1 113  | 3,28 / 100,00   | 0,31  |
| Total                   | Total                         | 33 868 | 100,00 / 100,00 |       |
| Eleitorado/Participação | Eleitorado/Participação       | 49 803 | 68,00 / 100,00  | 5,25  |

### Góis
| Partido                 | Partido                       | Votos | %               | +/-  |
| ----------------------- | ----------------------------- | ----- | --------------- | ---- |
|                         | Partido Socialista            | 1 360 | 39,08 / 100,00  | 9,25 |
|                         | Partido Social Democrata      | 1 106 | 31,78 / 100,00  | 1,16 |
|                         | Centro Democrático e Social   | 337   | 9,68 / 100,00   | 2,08 |
|                         | Partido Renovador Democrático | 314   | 9,02 / 100,00   | Novo |
|                         | Aliança Povo Unido            | 108   | 3,10 / 100,00   | 0,08 |
|                         | Outros                        | 121   | 3,48 / 100,00   |      |
| Votos Inválidos         | Votos Inválidos               | 134   | 3,85 / 100,00   | 0,76 |
| Total                   | Total                         | 3 480 | 100,00 / 100,00 |      |
| Eleitorado/Participação | Eleitorado/Participação       | 5 186 | 67,10 / 100,00  | 0,83 |

### Lousã
| Partido                 | Partido                       | Votos  | %               | +/-   |
| ----------------------- | ----------------------------- | ------ | --------------- | ----- |
|                         | Partido Socialista            | 2 926  | 37,42 / 100,00  | 16,10 |
|                         | Partido Social Democrata      | 2 181  | 27,89 / 100,00  | 2,85  |
|                         | Partido Renovador Democrático | 946    | 12,10 / 100,00  | Novo  |
|                         | Aliança Povo Unido            | 590    | 7,55 / 100,00   | 1,01  |
|                         | Centro Democrático e Social   | 545    | 6,97 / 100,00   | 1,12  |
|                         | União Democrática Popular     | 82     | 1,05 / 100,00   | -     |
|                         | Outros                        | 237    | 3,03 / 100,00   |       |
| Votos Inválidos         | Votos Inválidos               | 312    | 3,99 / 100,00   | 0,17  |
| Total                   | Total                         | 7 819  | 100,00 / 100,00 |       |
| Eleitorado/Participação | Eleitorado/Participação       | 10 545 | 74,15 / 100,00  | 2,12  |

### Mira
| Partido                 | Partido                       | Votos  | %               | +/-  |
| ----------------------- | ----------------------------- | ------ | --------------- | ---- |
|                         | Partido Social Democrata      | 2 933  | 41,18 / 100,00  | 2,28 |
|                         | Partido Socialista            | 2 326  | 32,66 / 100,00  | 8,72 |
|                         | Centro Democrático e Social   | 790    | 11,09 / 100,00  | 0,55 |
|                         | Partido Renovador Democrático | 514    | 7,22 / 100,00   | Novo |
|                         | Aliança Povo Unido            | 202    | 2,84 / 100,00   | 0,10 |
|                         | Outros                        | 208    | 2,92 / 100,00   |      |
| Votos Inválidos         | Votos Inválidos               | 149    | 2,10 / 100,00   | 0,63 |
| Total                   | Total                         | 7 122  | 100,00 / 100,00 |      |
| Eleitorado/Participação | Eleitorado/Participação       | 10 196 | 69,85 / 100,00  | 1,96 |

### Miranda do Corvo
| Partido                 | Partido                       | Votos | %               | +/-   |
| ----------------------- | ----------------------------- | ----- | --------------- | ----- |
|                         | Partido Socialista            | 2 220 | 34,23 / 100,00  | 13,17 |
|                         | Partido Social Democrata      | 1 934 | 29,82 / 100,00  | 2,66  |
|                         | Partido Renovador Democrático | 1 014 | 15,63 / 100,00  | Novo  |
|                         | Centro Democrático e Social   | 415   | 6,40 / 100,00   | 1,47  |
|                         | Aliança Povo Unido            | 394   | 6,07 / 100,00   | 0,60  |
|                         | Outros                        | 258   | 3,98 / 100,00   |       |
| Votos Inválidos         | Votos Inválidos               | 251   | 3,87 / 100,00   | 0,50  |
| Total                   | Total                         | 6 486 | 100,00 / 100,00 |       |
| Eleitorado/Participação | Eleitorado/Participação       | 9 404 | 68,97 / 100,00  | 4,49  |

### Montemor-o-Velho
| Partido                 | Partido                       | Votos  | %               | +/-   |
| ----------------------- | ----------------------------- | ------ | --------------- | ----- |
|                         | Partido Socialista            | 4 469  | 32,20 / 100,00  | 22,79 |
|                         | Partido Renovador Democrático | 2 734  | 19,70 / 100,00  | Novo  |
|                         | Partido Social Democrata      | 2 595  | 18,70 / 100,00  | 1,54  |
|                         | Aliança Povo Unido            | 1 698  | 12,24 / 100,00  | 0,03  |
|                         | Centro Democrático e Social   | 1 332  | 9,60 / 100,00   | 1,18  |
|                         | União Democrática Popular     | 145    | 1,04 / 100,00   | -     |
|                         | Outros                        | 412    | 2,96 / 100,00   |       |
| Votos Inválidos         | Votos Inválidos               | 492    | 3,54 / 100,00   | 0,15  |
| Total                   | Total                         | 13 877 | 100,00 / 100,00 |       |
| Eleitorado/Participação | Eleitorado/Participação       | 21 318 | 65,10 / 100,00  | 4,01  |

### Oliveira do Hospital
| Partido                 | Partido                       | Votos  | %               | +/-  |
| ----------------------- | ----------------------------- | ------ | --------------- | ---- |
|                         | Partido Social Democrata      | 5 206  | 39,22 / 100,00  | 0,69 |
|                         | Partido Socialista            | 4 170  | 31,42 / 100,00  | 8,12 |
|                         | Centro Democrático e Social   | 1 311  | 9,88 / 100,00   | 2,44 |
|                         | Partido Renovador Democrático | 1 268  | 9,55 / 100,00   | Novo |
|                         | Aliança Povo Unido            | 335    | 2,52 / 100,00   | 0,11 |
|                         | Outros                        | 533    | 4,01 / 100,00   |      |
| Votos Inválidos         | Votos Inválidos               | 450    | 3,39 / 100,00   | 0,28 |
| Total                   | Total                         | 13 273 | 100,00 / 100,00 |      |
| Eleitorado/Participação | Eleitorado/Participação       | 18 233 | 72,80 / 100,00  | 2,45 |

### Pampilhosa da Serra
| Partido                 | Partido                                | Votos | %               | +/-  |
| ----------------------- | -------------------------------------- | ----- | --------------- | ---- |
|                         | Partido Social Democrata               | 1 959 | 50,53 / 100,00  | 0,88 |
|                         | Partido Socialista                     | 794   | 20,48 / 100,00  | 6,87 |
|                         | Partido Renovador Democrático          | 339   | 8,74 / 100,00   | Novo |
|                         | Centro Democrático e Social            | 327   | 8,43 / 100,00   | 2,72 |
|                         | Aliança Povo Unido                     | 150   | 3,87 / 100,00   | 0,28 |
|                         | Partido da Democracia Cristã           | 53    | 1,37 / 100,00   | 0,34 |
|                         | Partido Operário de Unidade Socialista | 43    | 1,11 / 100,00   | 0,28 |
|                         | Outros                                 | 97    | 2,50 / 100,00   |      |
| Votos Inválidos         | Votos Inválidos                        | 115   | 2,97 / 100,00   | 1,00 |
| Total                   | Total                                  | 3 877 | 100,00 / 100,00 |      |
| Eleitorado/Participação | Eleitorado/Participação                | 6 701 | 57,86 / 100,00  | 6,08 |

### Penacova
| Partido                 | Partido                       | Votos  | %               | +/-   |
| ----------------------- | ----------------------------- | ------ | --------------- | ----- |
|                         | Partido Social Democrata      | 3 872  | 43,51 / 100,00  | 4,07  |
|                         | Partido Socialista            | 2 403  | 27,00 / 100,00  | 12,46 |
|                         | Partido Renovador Democrático | 751    | 8,44 / 100,00   | Novo  |
|                         | Centro Democrático e Social   | 701    | 7,88 / 100,00   | 2,15  |
|                         | Aliança Povo Unido            | 587    | 6,60 / 100,00   | 0,33  |
|                         | Outros                        | 303    | 3,40 / 100,00   |       |
| Votos Inválidos         | Votos Inválidos               | 282    | 3,17 / 100,00   | 0,74  |
| Total                   | Total                         | 8 899  | 100,00 / 100,00 |       |
| Eleitorado/Participação | Eleitorado/Participação       | 13 190 | 67,47 / 100,00  | 3,58  |

### Penela
| Partido                 | Partido                       | Votos | %               | +/-  |
| ----------------------- | ----------------------------- | ----- | --------------- | ---- |
|                         | Partido Social Democrata      | 2 044 | 49,48 / 100,00  | 0,75 |
|                         | Partido Socialista            | 1 008 | 24,40 / 100,00  | 9,92 |
|                         | Partido Renovador Democrático | 433   | 10,48 / 100,00  | Novo |
|                         | Centro Democrático e Social   | 211   | 5,11 / 100,00   | 0,20 |
|                         | Aliança Povo Unido            | 144   | 3,49 / 100,00   | 0,47 |
|                         | Partido da Democracia Cristã  | 46    | 1,11 / 100,00   | 0,10 |
|                         | Outros                        | 107   | 2,59 / 100,00   |      |
| Votos Inválidos         | Votos Inválidos               | 138   | 3,34 / 100,00   | 0,57 |
| Total                   | Total                         | 4 131 | 100,00 / 100,00 |      |
| Eleitorado/Participação | Eleitorado/Participação       | 6 367 | 64,88 / 100,00  | 5,17 |

### Soure
| Partido                 | Partido                       | Votos  | %               | +/-   |
| ----------------------- | ----------------------------- | ------ | --------------- | ----- |
|                         | Partido Socialista            | 4 432  | 36,27 / 100,00  | 22,80 |
|                         | Partido Social Democrata      | 2 640  | 21,60 / 100,00  | 1,35  |
|                         | Partido Renovador Democrático | 2 469  | 20,20 / 100,00  | Novo  |
|                         | Aliança Povo Unido            | 1 159  | 9,48 / 100,00   | 0,19  |
|                         | Centro Democrático e Social   | 510    | 4,17 / 100,00   | 0,26  |
|                         | Outros                        | 537    | 4,40 / 100,00   |       |
| Votos Inválidos         | Votos Inválidos               | 473    | 3,87 / 100,00   | 0,01  |
| Total                   | Total                         | 12 220 | 100,00 / 100,00 |       |
| Eleitorado/Participação | Eleitorado/Participação       | 18 278 | 66,86 / 100,00  | 6,28  |

### Tábua
| Partido                 | Partido                       | Votos  | %               | +/-   |
| ----------------------- | ----------------------------- | ------ | --------------- | ----- |
|                         | Partido Social Democrata      | 2 860  | 39,05 / 100,00  | 2,15  |
|                         | Partido Socialista            | 1 848  | 25,23 / 100,00  | 11,79 |
|                         | Centro Democrático e Social   | 1 008  | 13,76 / 100,00  | 1,81  |
|                         | Partido Renovador Democrático | 689    | 9,41 / 100,00   | Novo  |
|                         | Aliança Povo Unido            | 344    | 4,70 / 100,00   | 0,94  |
|                         | Outros                        | 318    | 4,35 / 100,00   |       |
| Votos Inválidos         | Votos Inválidos               | 257    | 3,51 / 100,00   | 0,20  |
| Total                   | Total                         | 7 324  | 100,00 / 100,00 |       |
| Eleitorado/Participação | Eleitorado/Participação       | 10 344 | 70,80 / 100,00  | 1,73  |

### Vila Nova de Poiares
| Partido                 | Partido                       | Votos | %               | +/-   |
| ----------------------- | ----------------------------- | ----- | --------------- | ----- |
|                         | Partido Social Democrata      | 1 562 | 43,69 / 100,00  | 3,97  |
|                         | Partido Socialista            | 901   | 25,20 / 100,00  | 15,38 |
|                         | Partido Renovador Democrático | 399   | 11,16 / 100,00  | Novo  |
|                         | Aliança Povo Unido            | 238   | 6,66 / 100,00   | 0,22  |
|                         | Centro Democrático e Social   | 190   | 5,31 / 100,00   | 0,56  |
|                         | Outros                        | 149   | 4,18 / 100,00   |       |
| Votos Inválidos         | Votos Inválidos               | 136   | 3,80 / 100,00   | 0,44  |
| Total                   | Total                         | 3 575 | 100,00 / 100,00 |       |
| Eleitorado/Participação | Eleitorado/Participação       | 5 256 | 68,02 / 100,00  | 1,18  |